# Paradracaena
Genre
Paradracaena est un genre fossile de lézards du Nord de l'Amérique du Sud qui n'est plus représenté, le taxon valide de Paradracaena colombiana étant désormais Dracaena colombiana.

## Classification
Le nom valide complet (avec auteur) de ce taxon est Paradracaena Sullivan (d) & Estes (d), 1997.

## Publication originale
- [1997] (en) Robert M. Sullivan et Richard Estes, « The Miocene Fauna of La Venta, Colombia - A reassessment of the fossil Tupinambinae », Smithsonian Institution Press,‎ 1997, p. 100–112 (lire en ligne, consulté le 21 mars 2019)